# Jimmy Hogan
Pour les articles homonymes, voir Hogan.
James « Jimmy » Hogan, né le 16 octobre 1882 à Nelson (Angleterre) et mort le 30 janvier 1974 à Burnley, est un footballeur et entraîneur anglais d'origine irlandaise.
Il est considéré comme le père du football moderne et visionnaire pour son œuvre en Autriche, Hongrie et Suisse, inspirateur de la Wunderteam, du onze d'or hongrois, du Brésil qui aura gagné 3 Coupes du Monde en 4 éditions, ou encore du « football total » de Rinus Michels, entre autres. Après sa mort, La fédération allemande de football enverra une lettre à son fils désignant Hogan comme "Le père du football moderne en Allemagne", celui-ci ayant grandement contribué au développement du football et de ses idées tactiques dans ce pays qui gagnera 2 Coupes du Monde entre 1954 et 1974, contre la Hongrie puis les Pays-Bas, 2 équipes inspirées de la philosophie d'Hogan.

## Carrière
Jimmy Hogan réalise une carrière de footballeur modeste, au poste d'attaquant, essentiellement en deuxième division anglaise, à Burnley, Fulham, avec lequel il atteint les demi-finales de la FA Cup en 1908, Swindon Town et Bolton Wanderers, avec lequel il accède à la première division en 1909.
En 1910, à la suite d'une tournée réalisée aux Pays-Bas avec son club l'année passée et la relégation de son club en D2, il suspend son contrat de joueur pour travailler comme entraîneur au FC Dordrecht, un club néerlandais qui cherchait un entraîneur anglais. Ses méthodes et principes de jeu originaux interpellent, et lui valent d'être invité à diriger la sélection néerlandaise pendant un match en octobre 1910 contre l'Allemagne remporté 2-1. Il rentre ensuite à Londres où il reprend sa carrière de footballeur, d'autant que son club a retrouvé la première division.
En 1912, il est appelé par Hugo Meisl, le sélectionneur de l'Autriche, à le seconder dans la préparation de son équipe pour les Jeux olympiques de Stockholm, notamment en dirigeant l'équipe du FK Austria Vienne où évoluent nombre d'internationaux. Vainqueurs de l'Allemagne au premier tour, les Autrichiens sont éliminés en quart de finale par les Pays-Bas, futurs troisièmes. Reversés en tournoi de consolation, ils en atteignent la finale mais sont battus en finale par les Hongrois. 
En 1913, alors qu'il a achevé sa carrière sportive, il déménage à Vienne, en Autriche, où il poursuit son travail auprès des clubs locaux et de la fédération autrichienne. Il s'y trouve toujours lorsque la Première Guerre mondiale éclate, ce qui lui vaut d'être retenu dans la ville en tant qu'Anglais, tandis que sa famille rentre en Grande-Bretagne. En 1916 il est transféré à Budapest, où les dirigeants du MTK Budapest FC souhaitent faire appel à ses services. Il y reconstruit une équipe décimée par la guerre, qui remporte le championnat en 1917 et 1918 en ne concédant qu'une seule défaite, et y découvre des talents tels que György Orth et József Braun. À la suite de son passage, le MTK restera fidèle aux principes de jeu d'Hogan et conservera son titre chaque année jusqu'en 1925.
À la fin de la guerre il rejoint son pays. Sans poste et en difficulté financière, il sollicite la fédération anglaise de football -qui propose son assistance aux anciens joueurs de football- qui l'éconduit, arguant qu'il a passé la guerre en pays étranger. Il quitte alors le pays pour la Suisse et les Young Boys de Berne, où il semble être en responsabilité en 1920, quand le club remporte le championnat. Il reste dans le pays jusqu'en 1924, préparant l'équipe nationale suisse pour les Jeux olympiques de 1924 à Paris aux côtés de son compatriote Thomas Duckworth, entraîneur du Servette de Genève, et d'Izidor Kürschner. Cette dernière réalise une grande compétition, éliminant la Tchécoslovaquie en huitième de finale, l'Italie en quart et la Suède en demi-finale, avant de s'incliner en finale face à l'Uruguay, la meilleure équipe du monde à l'époque. 
Après la compétition, il dirige quelques mois Lausanne-Sport avant de retrouver le MTK Budapest en Hongrie, où il remporte le doublé coupe-championnat à son arrivée. En 1927, il accepte une proposition de la fédération de football d'Allemagne centrale et prend la direction du Dresdner SC, où il fait signer le buteur allemand Richard Hofmann. Son équipe atteint les demi-finales du championnat d'Allemagne en 1930.
Au début des années 1930, il assiste son ami Hugo Meisl dans sa charge de sélectionneur autrichien, quand l'équipe nationale autrichienne devient la fameuse Wunderteam. La sélection, qui déploie un jeu de passe d'une grande efficacité, remporte la Coupe internationale en 1932, avant d'atteindre les demi-finales de la Coupe du monde de football de 1934, où elle est battue par les hôtes italiens sur le plus petit des scores. En 1932, Hogan rejoint la France et le Racing Club de Paris, qu'il dirige pour la première édition du championnat et où il fait venir les Autrichiens Rodolphe Hiden et Auguste Jordan. Puis il retourne la saison suivante à Lausanne-Sport.
En 1934, il fait son retour en Angleterre, d'abord à Fulham puis à Aston Villa, où ses méthodes originales - pour l'Angleterre - rencontrent un certain scepticisme, et finalement, peu de succès. Il décide alors de mettre un terme à sa carrière d'entraîneur, et se concentre par la suite sur la formation des plus jeunes joueurs. Il réalise de 1948 à 1950 une pige au Celtic FC, alors à la dérive, en tant qu'adjoint de Jimmy McGrory.
Hogan était directement responsable des fondements de l'entraînement de deux des équipes de football les plus influentes de l'histoire - la Wunderteam autrichienne et la Golden Team hongroise. Son héritage a créé une lignée directe pour les tactiques de football modernes, de la Wunderteam de Meisl à la Golden Team de Gusztáv Sebes en passant par le football total de Rinus Michels, le Barcelone de Johan Cruyff et les équipes de Pep Guardiola ; tous ont le même ancêtre direct, car Hogan a travaillé avec les deux premiers et a influencé le reste. 
Il est largement crédité de la révolution du football européen qui a vu la Hongrie vaincre l'Angleterre 6-3 à Wembley en 1953, inaugurant une nouvelle ère du football. Après le match, Sándor Barcs, alors président de la Fédération hongroise de football, a déclaré à la presse : "Jimmy Hogan nous a appris tout ce que nous savons sur le football." 
Hogan pensait que le football basé sur les passes et la possession était la réponse, mais qu'il devait être fondé sur des passes et des mouvements constants, une polyvalence accrue chez ses joueurs et une forme physique accrue qui leur permettrait d'embrouiller un adversaire avec la fluidité de leurs mouvements d'attaque.
Helmut Schön, à qui Hogan a enseigné en Allemagne, a déclaré : « J'ai beaucoup admiré Jimmy et l'ai toujours considéré comme un exemple brillant de la profession d'entraîneur. Dans mes conférences aux entraîneurs aujourd'hui, je mentionne encore fréquemment son nom. Gusztáv Sebes a déclaré : « Nous avons joué au football comme Jimmy Hogan nous l'a appris. Quand on raconte l'histoire de notre football, son nom devrait être écrit en lettres d'or. 

## Palmarès

### En tant que joueur
- Champion de la Southern Football League avec Fulham en 1906 et 1907
- Champion de la Football League Second Division avec Bolton en 1909

### En tant qu'entraîneur
- Champion de Hongrie avec le MTK Budapest en 1917, 1918 et 1925
- Vainqueur de la Coupe de Hongrie en 1925
- Champion de Suisse avec le BSC Young Boys en 1920
- Finaliste des Jeux olympiques en tant qu’adjoint avec la Suisse en 1924 et avec l'Autriche en 1936
- Vainqueur de la Coupe internationale avec l'Autriche en 1932
- Champion de la Football League Second Division avec Aston Villa en 1938

### Distinctions personnelles
- 24e meilleur entraîneur de tous les temps par World Soccer: 2013[6],[7]